# 森·禾基斯
森美爾·米高·禾基斯（英語：Samuel Michael Vokes；1989年10月21日—），出生在英格蘭南安普敦，是一名威爾斯足球運動員，司職前鋒，現效力於英甲球會韋甘比。

## 生平

### 球會
早年
2006年12月5日，出生在利明頓的禾基斯首次代表般尼茅夫在對諾定咸森林的賽事中正選上陣，球會最終以2-0的比分擊敗對手。12月16日，他在對基寧咸的賽事中攻入加盟以來的首球，協助球隊與對手打和1-1。隨後的一個月，他的表現獲得了球會的垂青，並與其簽訂了3年半合約。
禾基斯一直效力般尼茅夫直至2007/08球季，他於這季取得了12個入球，不過仍未能阻止球會降班至英乙。隨後，數間球會表示對他有興趣，其中包括紐卡素、阿士東維拉、愛華頓和些路迪。
狼隊
2008年5月23日，禾基斯最終轉投英冠球會狼隊並與其簽訂了4年合約。2008/09球季揭幕戰，他在對普利茅夫的賽事中後備入替而處子上陣，並攻入關鍵球，協助球會以2-2逼和對手。
埃维鲁莫與埃班克斯-布莱克的組合，時常取得入球，使禾基斯只能偶而後備上陣。不過，他亦貢獻了若干關鍵球，這些入球幫助了球會以冠軍身份升班英超。
然而，狼隊升班英超後買入了道尔和美亞賀化，這使禾基斯上陣的機會變得更少。
為了爭取上陣機會，禾基斯於2009年10月19日被外借至列斯聯直到2010年1月。他在同一日對諾域治的賽事中首次上陣，球隊最終以2-1的比分擊敗對手，在列斯聯鋒線競爭同樣激烈，禾基斯經常只能坐在後備席，期間僅上陣8場，於對布里斯托流浪取得唯一入球。借用期滿後返回狼隊，在餘下球季僅在對曼聯獲派後補上陣1次。
2010年5月19日禾基斯與狼隊簽署三年新約，留隊直至2013年。8月5日禾基斯再被外借到鋒線傷兵滿營的英冠球會布里斯托城，為期5個月。8月7日聯賽揭幕戰主場對米尔沃尔，禾基斯下半場後補上陣，但不足15分鐘便因傷退下火線。12月15日禾基斯傷愈復出參加預備隊賽事，但僅維持18分鐘，便再次觸傷腿後腱離場，預計直到1月5日借用期滿亦不能再為布里斯托城一隊上陣。2010年1月5日於借用期滿返回狼隊，先後兩次外借均沒有好結果。2011年2月15日禾基斯以緊急借用條款借用到英冠護級球隊錫菲聯，為期33天，隨即於當晚主場1-1賽和雷丁正選上陣；3月8日主場對諾定咸森林，禾基斯近門射入，最終協助球隊2-1反勝取得2011年的首場勝仗；3月19日主場2-0擊敗列斯聯後結束借用返回母會。於3月23日再以緊急借用條款被外借到另一支英冠球會诺里奇城直到球季結束。於上陣4場及射入1球後，由於道尔及埃班克斯-布莱克相繼受傷後，於4月22日被提前召回狼隊。
禾基斯在狼隊一隊仍然沒有上陣機會，於2011年11月18日被借用到英冠球會般尼直至翌年1月，期間上陣9場及射入兩球。借用期滿返回狼隊不久，於2012年1月30日禾基斯再被外借到另一支英冠球隊白禮頓直到球季結束。
般尼
2012年7月31日，英冠球會般尼從狼隊簽入威爾斯代表禾基斯，轉會費金額沒有透露，合約為期三年。

### 國家隊
雖然禾基斯生於英格蘭，但由於他的外祖父是在威爾斯出生的，所以他有代表威爾斯上陣的資格。2007年2月6日，他在對北愛爾蘭的賽事中首次代表威爾斯U21上陣，他在比賽進行至36秒時便已經取得入球，協助球隊最終以4-0的比分擊敗對手。他繼續代表威爾斯U21上陣亦是2009年U21歐洲國家盃威爾斯大軍名單的一員。其後，他受到威爾斯的徵召，並在2008年5月28日對冰島的友誼賽中首次代表威爾斯隊上陣，最終威爾斯隊以1-0的比分勝出。
2008年9月6日，他在對阿塞拜疆的世界盃外圍賽中攻入他的首個國際入球，協球隊以1-0的比分擊敗對手。
國際賽入球
| #  | 日期           | 場地                                     | 對賽球隊   | 入球  | 比數  | 競賽               |
| -- | -------------- | ---------------------------------------- | ---------- | ----- | ----- | ------------------ |
| 1. | 2008年9月6日   | 威爾斯卡的夫千禧球場                     |            | 1 – 0 | 1 – 0 | 2010年世界盃外圍賽 |
| 2. | 2009年8月12日  | 蒙特內哥羅波德戈里察波德戈里察城市運動場 | 蒙特內哥羅 | 1 – 2 | 1 – 2 | 友誼賽             |
| 3. | 2011年11月12日 | 威爾斯卡的夫卡迪夫城運動場               | 挪威       | 3 – 1 | 4 – 1 | 友誼賽             |
| 4. | 2011年11月12日 | 威爾斯卡的夫卡迪夫城運動場               | 挪威       | 4 – 1 | 4 – 1 | 友誼賽             |
| 5. | 2013年2月6日   | 威爾斯自由球場                           | 奥地利     | 2 – 0 | 2 – 1 | 友誼賽             |

## 榮譽
狼隊
- 英冠冠軍：2009

## 外部連結
- Official club profile
- 足球数据库：森·禾基斯的球员统计数据